# Stairway to Hell
Stairway to Hell es un EP de la banda de rock alternativo estadounidense Ugly Kid Joe, publicado digitalmente el 5 de junio de 2012 y de forma física un mes después. Se realizó un vídeoclip para la canción "Devil's Paradise" en mayo del mismo año. En noviembre fue publicado el vídeoclip de la canción "I'm Alright".

## Lista de canciones
1. "Devil's Paradise" (3:37)
2. "You Make Me Sick" (3:42)
3. "No One Survives" (4:02)
4. "I'm Alright" (3:21)
5. "Love Ain't True!" (con Angelo Moore y Dirty Walt de Fishbone) (3:28)
6. "Another Beer" (3:33)
7. "Cats in the Cradle" (acústica) (4:10)
8. "Would You Like To Be There" (acústica) (3:15)
9. "No One Survives" (acústica) (3:46)